# Lockheed L-193
Le Lockheed L-193 Constellation II était un projet d'avion de ligne étudié par Lockheed au tout début des années 1950. S'il avait été réalisé, il aurait appartenu à la première génération des avions de ligne à réaction.

## Lancement
Lockheed occupe, à la fin des années 1940, une place prépondérante sur le marché des avions longs-courriers, avec ses prestigieux quadrimoteurs pressurisés Constellation. Alors qu'en Grande-Bretagne, De Havilland développe puis met en service le Comet, premier avion de ligne à réaction du monde, Lockheed commence, vers 1949, à travailler sur son propre jet long-courrier.
À la même époque, l'US Air Force s'appuie de plus en plus sur le ravitaillement en vol pour étendre l'autonomie de ses appareils, et les limites des ravitailleurs à hélice Boeing KC-97 Stratofreighter, dérivés du B-29, sont de plus en plus en évidentes : leur vitesse et leur altitude sont trop faibles, et de plus, ils doivent avoir des réserves de carburants séparées pour leur propre consommation (essence aviation) et pour les jets à ravitailler (kérosène). Lockheed compte donc proposer aussi une version de son appareil comme ravitailleur en vol.

## Configuration
Le L-193 se présente comme un quadriréacteur, avec un fuselage similaire, en taille et en forme, à celui du Constellation, mais une voilure en forte flèche, et quatre réacteurs à l'arrière, groupés par deux de chaque côté du fuselage, configuration reprise ensuite sur le Lockheed JetStar. Il était plus gros que le Comet, mais nettement plus petit que le Boeing 707 et le Douglas DC-8 qui sont finalement les premiers jets de ligne américains. Sa masse maximale au décollage était de l'ordre de 150 tonnes. Pour les réacteurs, les productions américaines n'ayant pas encore rattrapé l'avance technologique des Britanniques, il était question de faire produire aux États-Unis, sous licence, chez Curtiss-Wright, le Bristol Olympus. Une maquette taille réelle en bois est présentée en 1953.

## Abandon
En 1954, l'US Air Force choisit le L-193 comme futur avion ravitailleur ; mais, pressée par le temps, elle décide aussi d'acheter des Boeing KC-135 Stratotanker comme solution intérimaire, car le prototype de cet avion vole déjà. Finalement, le KC-135 donnant toute satisfaction, il apparait inutile d'aligner deux modèles en parallèle et la commande pour Lockheed est abandonnée. Les perspectives n'étant guère meilleures pour la version commerciale, Lockheed abandonne le projet, se retirant ainsi du segment des longs-courriers. Il tente, cependant, de rester présent dans l'aviation civile, avec deux avions s'attaquant à d'autres segments de marché : le Lockheed L-188 Electra, un avion de ligne plus modeste (moyen-courrier turbopropulsé adapté aux aérodromes secondaires) et le Lockheed JetStar, premier avion d'affaires à réaction.